# Bert Vannieuwenhuyse
Bert Vannieuwenhuyse (Ieper, 11 juni 1974) is een Vlaamse acteur.
Hij studeerde drama aan het conservatorium in Brussel (1994-1998) en werkt sindsdien voor theater, film en tv. Hij is regelmatig te horen als stemacteur in Vlaams gedubde series en films.
In 2015 richtte hij samen met actrice Katrien De Muynck het theatergezelschap voor kinderen Compagnie RiZOTTO op.
Hij is dramacoach en theaterregisseur en geeft les in het deeltijds kunstonderwijs, op de academies van Wemmel en Grimbergen.
Sinds 2018 legt Vannieuwenhuyse zich ook toe op het maken en spelen van muziek voor kinderen met het project 'Bert & de Bomma's'.
Hij is getrouwd en vader van drie kinderen. Zijn jongste dochter stierf in 2017 door een hersenstamtumor.

## Rollen
- Windkracht 10 (1997)
- De Kotmadam (1997) - als Filip
- Deman (1998) - als Geert Strubbe
- Thuis (1998-1999, 1999) - als Phile Ceulemans
- Flikken (1999) - als Ivo
- Heterdaad (1999) - als Ulrik Prinsen
- Familie (1999-2003) - als Thomas Maeterlinck
- Iedereen beroemd! (2000) - als nieuwslezer
- De Kotmadam (2000, 2009, 2010) - als agent
- W817 (2002) - als Ken
- Spoed (2003-2004) - als dokter Ben de Man
- Confituur (2004) - als leverancier
- Witse (2004) - als Wim De Coninck
- Hallo België! (2005) - als meneer Lapurge
- De Wet volgens Milo (2005) - als bedrijfsleider
- Thuis (2006) - als klant in discotheek
- Witse (2006) - als Geert Huyse
- F.C. De Kampioenen (2007) - als Kevin
- Emma (2007) - als Steve Van Hoof
- Wittekerke (2007) - als vader van Niels
- LouisLouise (2009) - als Jacobs
- Zone Stad (2010) - als Marc Peleman
- Past Continuous (2010)
- Rundskop (2011) - als chauffeur
- Vermist (2011) - als Olivier Baeten
- Binnenstebuiten (2013) - als dokter Hallaert
- Rox (2014) - als Ivan Mergan
- Vermist (2016) - als restaurantuitbater
- Zaak De Zutter (2016) - als Hector De Zutter
- Sinterklaas en het Gouden Hoefijzer (2017) - als opa
- Lisa (2021) - als Petit
- Turning Red (2022) - als Jin Lee (stem)